# Crimson Tide de l'Alabama (football américain)
Pour le club omnisports, voir Crimson Tide de l'Alabama.
Stade
Maillots
Saison en cours
Le programme de football américain du Crimson Tide de l'Alabama représente l'université de l'Alabama située à Tuscaloosa de l'Alabama au sein de la NCAA Division I Football Bowl Subdivision (FBS).

## Histoire
L'étudiant en droit de l'Université de l'Alabama, William G. Little, avait appris à jouer au football américain alors qu'il allait à l'école à Andover dans l'État du Massachusetts. Il a commencé à enseigner ce sport à d'autres étudiants de son université au début de 1892,. Plus tard dans l'année, L'université crée officiellement une équipe de 19 joueurs ayant Little comme capitaine et E. B. Beaumont (en) comme entraîneur principal. Les premiers articles de journaux parlant du football à Alabama désignent l'équipe comme la plus importante équipe de son université, parlant du «Crimson White» par rapport à leurs couleurs (le crimson et le blanc). Les rédacteurs en chef ont ensuite rendu populaire le surnom "The Thin Red Line" (la fine ligne rouge). Ce n'est pas avant 1907 que le nom «Crimson Tide» est utilisé pour désigner Alabama. Ce nom est supposé avoir été utilisé pour la première fois par Hugh Roberts, ancien éditeur sportif au Birmingham Age-Herald. Roberts aurait inventé ce surnom pour décrire le match de 1907 entre Alabama et Auburn, match joué dans une «mer de boue». Bien qu'Auburn ait été désignée favorite du match, Alabama joue bien dans la «boue rouge» et parvient à faire match nul, 6 partout.
Depuis lors, le programme a gagné 28 titres de Southeastern Conference (SEC) et décroché 18 titres de champion national. En plus de ces titres, Alabama a été reconnue par la NCAA comme champion national pour les saisons 1945, 1962, 1966, 1967 et 1977. Néanmoins, Alabama n'a pas réclamé ces 5 titres.
Le 9 janvier 2012 (saison 2011), Alabama termine la saison classée no 2 et bat les no 1 des Tigers de LSU lors du BCS National Championship Game.
Le 7 janvier 2013 (saison 2012), Alabama bat les Fighting Irish de Notre Dame 42 à 14 pour gagner son 15e titre de champion national. Bien que la NCAA ne mentionne que 14 titres de champion national pour le Crimson Tide, Alabama estime en avoir gagné 15 (comprenant six championnats disputés avant 1950, revendiqués rétroactivement par Alabama mais non reconnus par la NCAA),,.
En janvier 2016 (saison 2015), Alabama bat les Tigers de Clemson 45 à 40 remportant son 16e titre de champion national et le 8 janvier 2018 (saison 2017), Alabama bat les Bulldogs de la Géorgie 26 à 23 remportant le College Football Championship Game 2018 soit son 17e titre national.
Nick Saban, entraîneur emblématique d'Alabama (2007-2023), remporte son 6e titre national avec le Crimson Tide (3 BCS et 3 CFP) qui est aussi le 18e pour Alabama, en battant 52 à 24 les Buckeyes d'Ohio State lors du College Football Championship Game 2021 du 11 janvier 2021.
L'équipe a également participé à 65 bowls (un record NCAA), le premier étant le Rose Bowl de 1926. Sa dernière apparition était au Sugar Bowl 2018 qui faisait partie du College Football Playoff. Alabama a un bilan en bowls de 39 victoires, 26 défaites et 3 nuls. Depuis 1913, Alabama a eu 98 joueurs sélectionnés dans la première équipe-type All-American, dont 29 étaient des sélections de consensus. En 2009, un joueur d'Alabama, Mark Ingram Jr. décroche de justesse et pour la première fois de l'histoire de l'université, le Trophée Heisman. L'écart entre les deux premiers était le plus petit de l'histoire de ce trophée. En 2015, Derrick Henry décroche un second Trophée Heisman pour Alabama.

## Descriptif du programme début de saison 2025
- Couleurs :   (blanc et carmin)
- Dirigeants :
  - Directeur sportif : Greg Byrne
  - Entraîneur principal : Kalen DeBoer (en), 2e saison, bilan : 9 - 4 (69,2%)
- Stade[11]
  - Nom : Bryant–Denny Stadium
  - Capacité : 101 821
  - Surface de jeu : pelouse naturelle
  - Lieu : Tuscaloosa, Alabama
- Conférence :
  - Actuelle : Southeastern Conference
  - Ancienne : Southern Conference (1921–1932)
- Division :
  - Ancienne : Ouest ou Western en anglais (1990-2023)
- Internet :
  - Nom site Web : Rolltide.com
  - URL : https://www.rolltide.com
- Bilan des matchs :
  - Victoires : 974 (73,3%)
  - Défaites : 341
  - Nuls : 43
- Bilan des Bowls :
  - Victoires : 46 (60,9%)
  - Défaites : 29
  - Nuls : 3
- College Football Playoff :
  - Apparitions : 8 (2014, 2015, 2016, 2017, 2018, 2020, 2021, 2023)
  - Bilan : 9 victoires, 5 défaites
  - Apparitions en College Football Championship Game (finale) : 6 (2016, 2017, 2018, 2019, 2021 et 2022)
  - Victoires en finale du CFP : 3 (2016, 2018 et 2021)
- Titres :
  - Titres nationaux non réclamés : 4 (1945, 1966, 1975, 1977)
  - Titres nationaux : 18 (1925, 1926, 1930, 1934, 1941, 1961, 1964, 1965, 1973, 1978, 1979, 1992, 2009, 2011, 2012, 2015, 2017, 2020)[12]
  - Titres de la conférence : 34 (Southern Conference: 4; SEC: 30)
  - Titres de la division ouest : 18
- Joueurs :
  - Meilleures statistiques individuelles des joueurs du Crimson Tide (en).
  - Vainqueurs du Trophée Heisman : 4 (Mark Ingram Jr. en 2009, Derrick Henry en 2015, DeVonta Smith en 2020 et Bryce Young en 2021)
  - Sélectionnés All-American : 84
- Hymne : Yea Alabama
- Mascotte : un éléphant dénommé Big Al
- Fanfare : Million Dollar Band (en)
- Rivalités :
  - Tigers d'Auburn
  - Tigers de LSU
  - Volunteers du Tennessee

## Palmarès
(dernière mise à jour en fin de saison 2024)
Alabama a gagné officiellement 974 matchs pour 341 défaites et 43 nuls (moyenne de 73,3 %).

### Saison par saison
Résultats saison par saison du Crimson Tide de l'Alabama en football américain (en)

### Champion national
Comme expliqué ci-dessus, selon les sources, les saisons avec titres varient.
Alabama revendique 18 titres (les 4 avant les années 1936 ne sont pas pris en compte par la NCAA) tandis que la NCAA accorde à Alabama 18 titres (dont 4 ne sont pas réclamés par Alabama).
| Saison | Entraîneur          | Sélectionneur     | Bilan            | Bowl                                                           | Titre               | Titre               |
| Saison | Entraîneur          | Sélectionneur     | saison régulière | Bowl                                                           | reconnu par la NCAA | réclamé par Alabama |
| 1925 | Wallace Wade (en)   | Divers            | 10–0             | G, Rose Bowl 1926                                              | ❌                  | ✔️                  |
| 1926 | Wallace Wade        | Divers            | 9–0–1            | N, Rose Bowl 1927                                              | ❌                  | ✔️                  |
| 1930 | Wallace Wade        | Divers            | 10–0             | G, Rose Bowl 1931                                              | ❌                  | ✔️                  |
| 1934 | Frank Thomas (en)   | Divers            | 10–0             | G, Rose Bowl 1935                                              | ❌                  | ✔️                  |
| 1941 | Frank Thomas        | Houlgate Poll     | 9–2              | G, Cotton Bowl 1942                                            | ✔️                  | ✔️                  |
| 1945 | Frank Thomas        | NCF               | 10–0             | G, Rose Bowl 1946                                              | ✔️                  | ❌                  |
| 1961 | Paul "Bear" Bryant  | AP, Coaches'      | 11–0             | G, Sugar Bowl 1962                                             | ✔️                  | ✔️                  |
| 1964 | Paul "Bear" Bryant  | AP, Coaches'      | 10–1             | P, Orange Bowl 1965                                            | ✔️                  | ✔️                  |
| 1965 | Paul "Bear" Bryant  | AP                | 9–1–1            | G, Orange Bowl 1966                                            | ✔️                  | ✔️                  |
| 1966 | Paul "Bear" Bryant  | B(QPRS), SR       | 11–0             | G, Sugar Bowl 1967                                             | ✔️                  | ❌                  |
| 1973 | Paul "Bear" Bryant  | Coaches'          | 11–1             | P, Sugar Bowl 1973                                             | ✔️                  | ✔️                  |
| 1975 | Paul "Bear" Bryant  | MGR               | 11–1             | G, Sugar Bowl 1975                                             | ✔️                  | ❌                  |
| 1977 | Paul "Bear" Bryant  | CFRA              | 11–1             | G, Sugar Bowl 1978                                             | ✔️                  | ❌                  |
| 1978 | Paul "Bear" Bryant  | AP                | 11–1             | G, Sugar Bowl 1979                                             | ✔️                  | ✔️                  |
| 1979 | Paul "Bear" Bryant  | AP, Coaches'      | 12–0             | G, Sugar Bowl 1980                                             | ✔️                  | ✔️                  |
| 1992 | Gene Stallings (en) | AP, Coaches'      | 13–0             | G, Sugar Bowl 1993                                             | ✔️                  | ✔️                  |
| 2009 | Nick Saban          | AP, Coaches', BCS | 14–0             | G, BCS National Championship Game 2010                         | ✔️                  | ✔️                  |
| 2011 | Nick Saban          | AP, Coaches', BCS | 12–1             | G, BCS National Championship Game 2012                         | ✔️                  | ✔️                  |
| 2012 | Nick Saban          | AP, Coaches', BCS | 13–1             | G, BCS National Championship Game 2013                         | ✔️                  | ✔️                  |
| 2015 | Nick Saban          | AP, Coaches', CFP | 14–1             | G, Cotton Bowl 2015 G, College Football Championship Game 2016 | ✔️                  | ✔️                  |
| 2017 | Nick Saban          | AP, Coaches', CFP | 13–1             | G, Sugar Bowl 2018 G, College Football Championship Game 2018  | ✔️                  | ✔️                  |
| 2020 | Nick Saban          | AP, Coaches', CFP | 15-0             | G, Rose Bowl 2021 G, College Football Championship Game 2021   | ✔️                  | ✔️                  |
| Titres nationaux : 18 victoires reconnus par la NCAA dont 4 non réclamés par Alabama / 18 titres réclamés par Alabama dont 4 non reconnus par la NCAA |                     |                   |                  |                                                                |                     |                     |

### Champions de conférence
Alabama a remporté le titre de champion de la Southeastern Conference (SEC) à 29 reprises et celui de la Southern Conference (SoCon) à 4 reprises.
Dès la saison 1992, la conférence SEC ayant été coupée en deux divisions, le titre de champion de la conférence s'est joué lors d'une finale opposant les champions des deux divisions. Alabama a remporté cette finale à 9 reprises pour 4 défaites. Dès 2024, les divisions étant supprimées, la finale de conférence opposera les deux meilleures équipes de la conférence au terme de la saison régulière.
| Saisons                                                | Conférence | Entraîneurs         | Bilans de saison | Bilans en conférence |
| 1924                                                   | SoCon      | Wallace Wade (en)   | 8–1              | 5–0                  |
| 1925†                                                  | Southern   | Wallace Wade        | 10–0             | 7–0                  |
| 1926                                                   | Southern   | Wallace Wade        | 9–0–1            | 8–0                  |
| 1930†                                                  | Southern   | Wallace Wade        | 10–0             | 8–0                  |
| 1933                                                   | SEC        | Frank Thomas (en)   | 7–1–1            | 5–0–1                |
| 1934†                                                  | SEC        | Frank Thomas        | 10–0             | 7–0                  |
| 1937                                                   | SEC        | Frank Thomas        | 9–1              | 6–0                  |
| 1945                                                   | SEC        | Frank Thomas        | 10–0             | 6–0                  |
| 1953                                                   | SEC        | Harold Drew (en)    | 6–3–3            | 4–0–3                |
| 1961†                                                  | SEC        | Paul "Bear" Bryant  | 11–0             | 7–0                  |
| 1964                                                   | SEC        | Paul "Bear" Bryant  | 10–1             | 8–0                  |
| 1965                                                   | SEC        | Paul "Bear" Bryant  | 9–1–1            | 6–1–1                |
| 1966†                                                  | SEC        | Paul "Bear" Bryant  | 11–0             | 6–0                  |
| 1971                                                   | SEC        | Paul "Bear" Bryant  | 11–1             | 7–0                  |
| 1972                                                   | SEC        | Paul "Bear" Bryant  | 10–2             | 7–1                  |
| 1973                                                   | SEC        | Paul "Bear" Bryant  | 11–1             | 8–0                  |
| 1974                                                   | SEC        | Paul "Bear" Bryant  | 11–1             | 6–0                  |
| 1975                                                   | SEC        | Paul "Bear" Bryant  | 11–1             | 6–0                  |
| 1977                                                   | SEC        | Paul "Bear" Bryant  | 11–1             | 7–0                  |
| 1978                                                   | SEC        | Paul "Bear" Bryant  | 11–1             | 6–0                  |
| 1979                                                   | SEC        | Paul "Bear" Bryant  | 12–0             | 6–0                  |
| 1981†                                                  | SEC        | Paul "Bear" Bryant  | 9–2–1            | 7–0                  |
| 1989†                                                  | SEC        | Bill Curry          | 10–2             | 6–1                  |
| 1992                                                   | SEC        | Gene Stallings (en) | 13–0             | 8–0                  |
| 1999                                                   | SEC        | Mike DuBose (en)    | 10–3             | 7–1                  |
| 2009                                                   | SEC        | Nick Saban          | 14–0             | 8–0                  |
| 2012                                                   | SEC        | Nick Saban          | 13–1             | 7–1                  |
| 2014                                                   | SEC        | Nick Saban          | 12–2             | 7–1                  |
| 2015                                                   | SEC        | Nick Saban          | 14–1             | 7–1                  |
| 2016                                                   | SEC        | Nick Saban          | 14–1             | 8–0                  |
| 2018                                                   | SEC        | Nick Saban          | 13–0             | 8–0                  |
| 2020                                                   | SEC        | Nick Saban          | 13–0             | 8–0                  |
| 2021                                                   | SEC        | Nick Saban          | 14–0             | 9-0                  |
| 2023                                                   | SEC        | Nick Saban          | 12–2             | 8-0                  |
| Titres de champion de conférence SEC : 30 SEC, 4 SoCon |            |                     |                  |                      |
| † = co-champions                                       |            |                     |                  |                      |

### Champions de division
De 1992 jusque 2023, la conférence SEC a été composée de deux divisions, la West et la East.
Membre de la division Ouest (SEC West), elle a remporté 18 titres de sa division dont 4 partagés.
| Saisons                             | Division | Finale de conférence    | Finale de conférence    |
| Saisons                             | Division | Adversaire              | Résultat                |
| 1992                                | SEC West | Gators de la Floride    | G, 28-21                |
| 1993                                | SEC West | Gators de la Floride    | P, 13-28                |
| 1994                                | SEC West | Gators de la Floride    | P, 23-24                |
| 1996†                               | SEC West | Gators de la Floride    | P, 30-45                |
| 1999                                | SEC West | Gators de la Floride    | G, 34-7                 |
| 2008                                | SEC West | Gators de la Floride    | P, 20-31                |
| 2009                                | SEC West | Gators de la Floride    | G, 32-13                |
| 2012                                | SEC West | Bulldogs de la Géorgie  | G, 32-28                |
| 2013†                               | SEC West | Finale jouée par Auburn | Finale jouée par Auburn |
| 2014                                | SEC West | Missouri                | G, 42-13                |
| 2015                                | SEC West | Gators de la Floride    | G, 29-15                |
| 2016                                | SEC West | Bulldogs de la Géorgie  | G, 54-16                |
| 2017†                               | SEC West | Finale jouée par Auburn | Finale jouée par Auburn |
| 2018                                | SEC West | Bulldogs de la Géorgie  | G, 35-26                |
| 2020                                | SEC West | Gators de la Floride    | G, 52-46                |
| 2021                                | SEC West | Bulldogs de la Géorgie  | G, 41-24                |
| 2022†                               | SEC West | Finale jouée par LSU    | Finale jouée par LSU    |
| 2023                                | SEC West | Bulldogs de la Géorgie  | G, 27-24                |
| Titres de champion de division : 17 |          |                         |                         |
| † = co-champions                    |          |                         |                         |

### Bowls
| Saisons                                   | Entraîneurs       | Bowls                                   | Adversaires                      | Résultats  |
| 1925                                      | Wallace Wade      | Rose Bowl 1926                          | Huskies de Washington            | G, 20–19   |
| 1926                                      | Wallace Wade      | Rose Bowl 1927                          | Cardinal de Stanford             | N, 07-07   |
| 1930                                      | Wallace Wade      | Rose Bowl 1931                          | Cougars de Washington State      | G, 24–0    |
| 1934                                      | Frank Thomas      | Rose Bowl 1935                          | Indians de Stanford              | G, 29–13   |
| 1937                                      | Frank Thomas      | Rose Bowl 1938                          | Golden Bears de la Californie    | P, 13–0    |
| 1941                                      | Frank Thomas      | Cotton Bowl 1942                        | Aggies de Texa A&M               | G, 29–21   |
| 1942                                      | Frank Thomas      | Orange Bowl 1943                        | Eagles de Boston College         | G, 37–21   |
| 1944                                      | Frank Thomas      | Sugar Bowl 1945                         | Blue Devils de Duke              | P, 29–26   |
| 1945                                      | Frank Thomas      | Rose Bowl 1946                          | Trojans de l'USC                 | G, 34–14   |
| 1947                                      | Harold Drew       | Sugar Bowl 1948                         | Longhorns du Texas               | P, 27–07   |
| 1952                                      | Harold Drew       | Orange Bowl 1953                        | Orange de Syracuse               | G, 61–06   |
| 1953                                      | Harold Drew       | Orange Bowl 1954                        | Owls de Rice                     | P, 28–06   |
| 1959                                      | Harold Drew       | Liberty Bowl 1959                       | Nittany Lions de Penn State      | P, 07–0    |
| 1960                                      | Bear Bryant       | Bluebonnet Bowl 1960                    | Longhorns du Texas               | N, 03–03   |
| 1961                                      | Bear Bryant       | Sugar Bowl 1962                         | Razorbacks de l'Arkansas         | G, 10–03   |
| 1962                                      | Bear Bryant       | Orange Bowl 1963                        | Sooners de l'Oklahoma            | G, 17–0    |
| 1963                                      | Bear Bryant       | Sugar Bowl 1964                         | Rebels d'Ole Miss                | G, 12–07   |
| 1964                                      | Bear Bryant       | Orange Bowl 1965                        | Longhorns du Texas               | P, 21–17   |
| 1965                                      | Bear Bryant       | Orange Bowl 1966                        | Cornhuskers du Nebraska          | G, 39–28   |
| 1966                                      | Bear Bryant       | Sugar Bowl                              | Cornhuskers du Nebraska          | G, 34–07   |
| 1967                                      | Bear Bryant       | Cotton Bowl 1968                        | Aggies de Texa A&M               | P, 20–16   |
| 1968                                      | Bear Bryant       | Gator Bowl 1968                         | Tigers du Missouri               | G, 35–10   |
| 1969                                      | Bear Bryant       | Liberty Bowl 1969                       | Buffaloes du Colorado            | P, 47–33   |
| 1970                                      | Bear Bryant       | Bluebonnet Bowl 1970                    | Sooners de l'Oklahoma            | N, 24–24   |
| 1971                                      | Bear Bryant       | Orange Bowl 1972                        | Cornhuskers du Nebraska          | P, 38–06   |
| 1972                                      | Bear Bryant       | Cotton Bowl 1973                        | Longhorns du Texas               | P, 17–13   |
| 1973                                      | Bear Bryant       | Sugar Bowl 1973                         | Fighting Irish de Notre Dame     | P, 24–23   |
| 1974                                      | Bear Bryant       | Orange Bowl 1975                        | Fighting Irish de Notre Dame     | P, 13–11   |
| 1975                                      | Bear Bryant       | Sugar Bowl 1975                         | Nittany Lions de Penn State      | G, 13–06   |
| 1976                                      | Bear Bryant       | Liberty Bowl 1976                       | Bruins de l'UCLA                 | G, 36–06   |
| 1977                                      | Bear Bryant       | Sugar Bowl 1978                         | Buckeyes d'Ohio State            | G, 35–06   |
| 1978                                      | Bear Bryant       | Sugar Bowl 1979                         | Nittany Lions de Penn State      | G, 14–07   |
| 1979                                      | Bear Bryant       | Sugar Bowl 1980                         | Razorbacks de l'Arkansas         | G, 24–09   |
| 1980                                      | Bear Bryant       | Cotton Bowl 1981                        | Bears de Baylor                  | G, 30–02   |
| 1981                                      | Bear Bryant       | Cotton Bowl 1982                        | Longhorns du Texas               | P, 14–12   |
| 1982                                      | Bear Bryant       | Liberty Bowl 1982                       | Fighting Illini de l'Illinois    | G, 21–15   |
| 1983                                      | Ray Perkins       | Sun Bowl 1983                           | Mustangs de SMU                  | G, 28–07   |
| 1985                                      | Ray Perkins       | Aloha Bowl 1985                         | Trojans de l'USC                 | G, 24–03   |
| 1986                                      | Ray Perkins       | Sun Bowl 1986                           | Huskies de Washington            | G, 28–06   |
| 1987                                      | Bill Curry        | Hall of Fame Bowl 1988                  | Wolverines du Michigan           | P, 28–24   |
| 1988                                      | Bill Curry        | Sun Bowl 1988                           | Cadets de l'Army                 | G, 29–28   |
| 1989                                      | Bill Curry        | Sugar Bowl 1990                         | Hurricanes de Miami              | P, 33–25   |
| 1990                                      | Gene Stallings    | Fiesta Bowl 1991                        | Cardinals de Louisville          | P, 34–07   |
| 1991                                      | Gene Stallings    | Blockbuster Bowl 1991                   | Buffaloes du Colorado            | G, 30–25   |
| 1992                                      | Gene Stallings    | Sugar Bowl 1993                         | Hurricanes de Miami              | G, 34–13   |
| 1993                                      | Gene Stallings    | Gator Bowl 1993                         | Tar Heels de la Caroline du Nord | G, 24–10   |
| 1994                                      | Gene Stallings    | Citrus Bowl 1995                        | Buckeyes d'Ohio State            | G, 24–17   |
| 1996                                      | Gene Stallings    | Outback Bowl 1997                       | Wolverines du Michigan           | G, 17–14   |
| 1998                                      | Mike DuBose       | Music City Bowl 1998                    | Hokies de Virginia Tech          | P, 38–07   |
| 1999                                      | Mike DuBose       | Orange Bowl 2000                        | Wolverines du Michigan           | P, 35–34   |
| 2001                                      | Dennis Franchione | Independence Bowl 2001                  | Cyclones d'Iowa State            | G, 14–13   |
| 2004                                      | Mike Shula        | Music City Bowl 2004                    | Golden Gophers du Minnesota      | P, 20–16   |
| 2005                                      | Mike Shula        | Cotton Bowl 2006                        | Red Raiders de Texas Tech        | G, 13–10   |
| 2006                                      | Joe Kines         | Independence Bowl 2006                  | Cowboys d'Oklahoma State         | P, 34–31   |
| 2007                                      | Nick Saban        | Independence Bowl 2007                  | Buffaloes du Colorado            | G, 30–24   |
| 2008                                      | Nick Saban        | Sugar Bowl 2009                         | Utes de l'Utah                   | P, 31–17   |
| 2009                                      | Nick Saban        | BCS National Championship Game 2010     | Longhorns du Texas               | G, 37–21   |
| 2010                                      | Nick Saban        | Capital One Bowl 2011                   | Spartans de Michigan State       | G, 49–07   |
| 2011                                      | Nick Saban        | BCS National Championship Game 2012     | Tigers de LSU                    | G, 21–0    |
| 2012                                      | Nick Saban        | BCS National Championship Game 2013     | Fighting Irish de Notre Dame     | G, 42–14   |
| 2013                                      | Nick Saban        | Sugar Bowl 2014                         | Sooners de l'Oklahoma            | P, 45–31   |
| 2014                                      | Nick Saban        | Sugar Bowl 2015                         | Buckeyes d'Ohio State            | P, 42–35   |
| 2015                                      | Nick Saban        | Cotton Bowl 2015                        | Spartans de Michigan State       | G, 38–0    |
| 2015                                      | Nick Saban        | College Football Championship Game 2016 | Tigers de Clemson                | G, 45–40   |
| 2016                                      | Nick Saban        | Peach Bowl 2016                         | Huskies de Washington            | G, 24–07   |
| 2016                                      | Nick Saban        | College Football Championship Game 2017 | Tigers de Clemson                | P, 35–31   |
| 2017                                      | Nick Saban        | Sugar Bowl 2018                         | Tigers de Clemson                | G, 24–06   |
| 2017                                      | Nick Saban        | College Football Championship Game 2018 | Bulldogs de la Géorgie           | G, 26–23   |
| 2018                                      | Nick Saban        | Orange Bowl 2018                        | Sooners de l'Oklahoma            | G, 45–36   |
| 2018                                      | Nick Saban        | College Football Championship Game 2019 | Tigers de Clemson                | P, 44–16   |
| 2019                                      | Nick Saban        | Citrus Bowl 2020                        | Wolverines du Michigan           | G, 35–16   |
| 2020                                      | Nick Saban        | Rose Bowl 2021                          | Fighting Irish de Notre Dame     | G, 31–14   |
| 2020                                      | Nick Saban        | College Football Championship Game 2021 | Buckeyes d'Ohio State            | G, 52–24   |
| 2021                                      | Nick Saban        | Cotton Bowl Classic 2021                | Bearcats de Cincinnati           | G, 27–06   |
| 2021                                      | Nick Saban        | College Football Championship Game 2022 | Bulldogs de la Géorgie           | P, 18–13   |
| 2022                                      | Nick Saban        | Sugar Bowl 2022 (décembre)              | Wildcats de Kansas State         | G, 45-20   |
| 2023                                      | Nick Saban        | Rose Bowl 2024                          | Wolverines du Michigan           | P, 27-20ET |
| Bilan : 46 victoires, 28 défaites, 3 nuls |                   |                                         |                                  |            |

## Entraîneurs
- 1892 : E. B. Beaumont
- 1893-1895 : Eli Abbott
- 1896 : Otto Wagonhurst
- 1897 : Allen McCants
- 1898 : Personne
- 1899 : W. A. Martin
- 1900 : Malcolm Griffin
- 1901 : M. S. Harvey
- 1902 : Eli Abbott
- 1903-1904 : W. B. Blount
- 1905 : Jack Leavenworth
- 1906-1909 : J. W. H. Pollard
- 1910 : Guy Lowman
- 1911-1914 : D. V. Graves
- 1915-1917 : Thomas Kelley
- 1918 : -
- 1919-1922 : Xen C. Scott
- 1923-1930 : Wallace Wade
- 1931-1946 : Frank Thomas
- 1947-1954 : Harold Drew
- 1955-1957 : Jennings B. Whitworth
- 1958-1982 : Bear Bryant
- 1983-1986 : Ray Perkins
- 1987-1989 : Bill Curry
- 1990-1996 : Gene Stallings
- 1997-2000 : Mike DuBose
- 2001-2002 : Dennis Franchione
- 2003-2006 : Mike Shula
- 2007-2023 : Nick Saban
- 2024- : Kalen DeBoer (en)

## Récompenses individuelles

### Crimsons au College Football Hall of Fame
Depuis la création en 1951 du College Football Hall of Fame à South Bend dans l'Indiana, 23 joueurs et 4 entraineurs d'Alabama y ont été intronisés, dont 2 joueurs faisaient partie de la classe 1951 Don Hutson et Frank Thomas (en).
| Nom                  | Saison à 'Bama | Poste                       | Intronisation |
| -------------------- | -------------- | --------------------------- | ------------- |
| Cornelius Bennett    | 1983–1986      | Linebacker                  | 2005          |
| Johnny Mack Brown    | 1923–1925      | Halfback                    | 1957          |
| Paul "Bear" Bryant   | 1958–1982      | Entraineur principal        | 1986          |
| Johnny Cain (en)     | 1930–1932      | Fullback                    | 1973          |
| Sylvester Croom (en) | 1972-1974      | Centre                      | 2022          |
| Harry Gilmer         | 1944–1947      | Quarterback, Defensive back | 1993          |
| John Hannah          | 1970–1972      | Guard                       | 1999          |
| Frank Howard (en)    | 1928–1930      | Offensive guard             | 1989          |
| Dixie Howell (en)    | 1932–1934      | Halfback                    | 1970          |
| Pooley Hubert (en)   | 1922–1925      | Quarterback                 | 1964          |
| Don Hutson           | 1932–1934      | Wide receiver               | 1951          |
| Lee Roy Jordan (en)  | 1960–1962      | Linebacker                  | 1983          |
| E. J. Junior         | 1977–1980      | Defensive End               | 2020          |
| Antonio Langham (en) | 1990–1993      | Cornerback                  | 2024          |
| Woodrow Lowe (en)    | 1972–1975      | Linebacker                  | 2009          |
| Vaughn Mancha (en)   | 1944–1947      | Center                      | 1990          |
| Johnny Musso (en)    | 1969–1971      | Halfback                    | 2000          |
| Billy Neighbors (en) | 1959–1961      | Tackle                      | 2003          |
| Ozzie Newsome        | 1974–1977      | Tight end                   | 1994          |
| Fred Sington (en)    | 1928–1930      | Tackle                      | 1955          |
| Riley Smith (en)     | 1934–1935      | Quarterback                 | 1985          |
| Gene Stallings (en)  | 1990–1996      | Entraineur principal        | 2010          |
| Derrick Thomas       | 1985–1988      | Linebacker                  | 2014          |
| Frank Thomas (en)    | 1931–1946      | Entraineur principal        | 1951          |
| Wallace Wade (en)    | 1923–1930      | Entraineur principal        | 1955          |
| Don Whitmire (en)    | 1941–1942      | Tackle                      | 1956          |
| Marty Lyons          | 1975–1978      | Defensive Tackle            | 2012          |

### Crimsons au Pro Football Hall of Fame
| Saison | Nom               | Saison à 'Bama | Équipe NFL                         | Saisons en NFL |
| ------ | ----------------- | -------------- | ---------------------------------- | -------------- |
| 1963   | Don Hutson        | 1932–1934      | Packers de Green Bay               | 1935–1945      |
| 1977   | Bart Starr        | 1952–1955      | Packers de Green Bay               | 1956–1971      |
| 1985   | Joe Namath        | 1962–1964      | Jets de New York                   | 1965–1976      |
| 1985   | Joe Namath        | 1962–1964      | Rams de Los Angeles                | 1977           |
| 1991   | John Hannah       | 1970–1972      | Patriots de la Nouvelle-Angleterre | 1973–1985      |
| 1998   | Dwight Stephenson | 1977–1979      | Dolphins de Miami                  | 1980–1987      |
| 1999   | Ozzie Newsome     | 1974–1977      | Browns de Cleveland                | 1978–1990      |
| 2009   | Derrick Thomas    | 1985–1988      | Chiefs de Kansas City              | 1989–1999      |
| 2016   | Ken Stabler       | 1964–1967      | Raiders d'Oakland                  | 1970–1979      |
| 2016   | Ken Stabler       | 1964–1967      | Oilers de Houston                  | 1980–1981      |
| 2016   | Ken Stabler       | 1964–1967      | Saints de La Nouvelle-Orléans      | 1982–1984      |

### Trophée Heisman
Le 2 décembre 2009 Mark Ingram Jr. devient le premier joueur d'Alabama à remporter le Trophée Heisman à l'issue du vote le plus serré de l'histoire du trophée, ne devançant que de 28 points le running back de Stanford Toby Gerhart. Derrick Henry devient le deuxième joueur d'Alabama à remporter le trophée le 12 décembre 2015. À l'issue de la saison 2020, Alabama devient le deuxième programme de football américain de l'histoire du trophée à placer 3 de ses joueurs dans le Top 5 : DeVonta Smith devenant le 3e joueur d'Alabama à inscrire son nom au palmarès, Mac Jones et Najee Harris terminant respectivement 3e et 5e.
| Saison | Nom                    | Poste         | Place |
| ------ | ---------------------- | ------------- | ----- |
| 1937   | Joe Kilgrow            | Running back  | 5e    |
| 1945   | Harry Gilmer           | Running back  | 5e    |
| 1947   | Harry Gilmer           | Running back  | 5e    |
| 1961   | Pat Trammell (en)      | Quarterback   | 5e    |
| 1962   | Lee Roy Jordan (en)    | Linebacker    | 4e    |
| 1971   | Johnny Musso (en)      | Running back  | 5e    |
| 1972   | Terry Davies (en)      | Quarterback   | 5e    |
| 1993   | David Palmer (en)      | Wide receiver | 3e    |
| 1994   | Jay Barker (en)        | Quarterback   | 5e    |
| 2009   | Mark Ingram Jr.        | Running back  | 1er   |
| 2011   | Trent Richardson       | Running back  | 3e    |
| 2013   | A.J. McCarron          | Quarterback   | 2e    |
| 2014   | Amari Cooper           | Wide receiver | 3e    |
| 2015   | Derrick Henry          | Running back  | 1er   |
| 2018   | Tua Tagovailoa         | Quarterback   | 2e    |
| 2020   | DeVonta Smith          | Wide receiver | 1er   |
| 2020   | Mac Jones              | Quarterback   | 3e    |
| 2020   | Najee Harris           | Running back  | 5e    |
| 2021   | Bryce Young            | Quarterback   | 1er   |
| 2021   | Will Anderson Jr. (en) | Linebacker    | 5e    |

### Autres trophées

#### Globalement
| - Maxwell Award - A.J. McCarron (2013) - Derrick Henry (2015) - Tua Tagovailoa (2018) - DeVonta Smith (2020) - Bryce Young (2021) - Walter Camp Award - Derrick Henry (2015) - Tua Tagovailoa (2018) - DeVonta Smith (2020) | - Trophée Associated Press - DeVonta Smith (2020) - Bryce Young (2021) - Trophée Sporting News - Mark Ingram (2009) - Tua Tagovailoa (2018) - DeVonta Smith (2020) - Bryce Young (2021) - Lombardi Award - Cornelius Bennett (1986) - Jonathan Allen (2016) - Will Anderson Jr. (en) (2022) | - Chuck Bednarik Award - Jonathan Allen (2016) - Minkah Fitzpatrick (2017) - Will Anderson Jr. (en) (2022) - Bronko Nagurski Trophy - Jonathan Allen (2016) - Will Anderson Jr. (en) (2021, 2022) - Paul Hornung Award (en) - DeVonta Smith (2020) |

#### Par poste
| - Davey O’Brien Award - Mac Jones (2020) - Bryce Young (2021) - Doak Walker Award - Trent Richardson (2011) - Derrick Henry (2015) - Najee Harris (2020) - Fred Biletnikoff Award - Amari Cooper (2014) - Jerry Jeudy (2018) - DeVonta Smith (2020) - Dick Butkus Award - Derrick Thomas (1988) - Rolando McClain (2009) - C.J. Mosley (2013) - Reuben Foster (en) (2016) | - Johnny Unitas Golden Arm Award - A. J. McCarron (2013) - Mac Jones (2020) - Jim Thorpe Award - Antonio Langham (1993) - Minkah Fitzpatrick (2017) - Trophée Outland - Chris Samuels (1999) - Andre Smith (2008) - Barrett Jones (2011) - Cam Robinson (2016) - Quinnen Williams (2018) - Alex Leatherwood (2020) | - Dave Rimington Trophy - Barrett Jones (2012) - Ryan Kelly (2015) - Landon Dickerson (2020) - Ted Hendricks Award - Jonathan Allen (2016) - Manning Award - Mac Jones (2020) - Joe Moore Award (en) - La ligne offensive (2015, 2020) - Patrick Mannelly Award (en) - Thomas Fletcher (2020) |

#### Autres
| - Trophée Lott - DeMeco Ryans (2005) - Will Anderson Jr. (2022) - Wuerffel Trophy - Barrett Jones (2011) - Trophée William V. Campbell - Barrett Jones (2012) - Jalen Milroe (2024) - Sammy Baugh Trophy - Steve Sloan (1965) | - Paul Warfield Trophy (en) - David Palmer (1993) - Amari Cooper (2014) - Jim Parker Trophy (en) - Andre Smith (2008) - Barrett Jones (2011) - Jonah Williams (2018) - Jack Lambert Trophy (en) - Rolando McClain (2009) | - Jack Tatum Trophy (en) - Antonio Langham (1993) - Bill Willis Trophy (en) - Quinnen Williams (2018) - Kellen Moore Award (en) - A.J. McCarron (2013) - Trophée Jon-Cornish - John Metchie III (2020, 2021) |

#### Entraineurs
| - Paul "Bear" Bryant Award - Gene Stallings (1992) - Nick Saban (2020) - AFCA Coach of the Year (en) - Paul "Bear" Bryant (1961, 1971, 1973) - Gene Stallings (en) (1992) - Eddie Robinson Coach of the Year - Gene Stallings (1992) - Nick Saban (2008) - Walter Camp Coach of the Year - Gene Stallings (1992) - Nick Saban (2008, 2018) | - George Munger Award (en) - Gene Stallings (1992) - Nick Saban (2016) - Bobby Dodd Coach of the Year Award - Bill Curry (1989) - Nick Saban (2014) - AP Coach of the Year (en) - Nick Saban (2008) - Sporting News Coach of the Year (en) - Nick Saban (2008) | - Home Depot Coach of the Year - Nick Saban (2008) - Liberty Mutual Coach of the Year Award (en) - Nick Saban (2008) - Bobby Bowden Coach of the Year (en) - Nick Saban (2009, 2011, 2012) - Broyles Award - Kirby Smart (2009) - Mike Locksley (en) (2018) - Steve Sarkisian (en) (2020) - AFCA Assistant Coach of the Year (en) - Kirby Smart (2012) |

## Rivalités
| Équipes                       | Nom du match              | Bilan Alabama | Bilan Alabama | Bilan Alabama | Bilan Alabama | Bilan Alabama | 1er match | Dernier match |
| ----------------------------- | ------------------------- | ------------- | ------------- | ------------- | ------------- | ------------- | --------- | ------------- |
| Équipes                       | Nom du match              | Nb.           | V.            | D.            | N.            | %             | 1er match | Dernier match |
| Tigers d'Auburn               | Iron bowl                 | 089           | 51            | 37            | 01            |               | 1893      | 2024          |
| Volunteers du Tennessee       | Third Saturday in October | 107≈          | 59            | 40            | 07            |               | 1901      | 2024          |
| Tigers de LSU                 | -                         | 089           | 57            | 27            | 05            |               | 1895      | 2024          |
| Bulldogs de Mississippi State | Battle for Highway 82     | 108~          | 86            | 18            | 03            | 81,0          | 1896      | 2023          |
| Rebels de l'Ole Miss          | -                         | 071‡          | 55            | 9             | 02            | 76,8          | 1894      | 2023          |
| Bullgogs de la Géorgie        | -                         | 074           | 44            | 26            | 04            | 61,6          | 1895      | 2024          |
| Gators de la Floride          | -                         | 42†           | 27            | 14            | 0             | 64,3          | 1916      | 2022          |

Notes :
≈ - La victoire d'Alabama en 1993 a été annulée et attribuée à son adversaire et la victoire d'Alabama en 2005 a été annulée à la suite de sanctions prises par la NCAA. Ces 2 matchs ne sont pas repris dans les statistiques.
~ - Les victoires d'Alabama en 1993 et 2005 ont été annulées à la suite de sanctions prises par la NCAA.
‡ - La victoire d'Alabama en 1993 a été annulée et attribuée à Ole Miss par la NCAA. Les victoires d'Alabama en 2005, 2006, 2007 et la victoire d'Ole Miss en 2014 ont été annulées à la suite de sanctions prises par la NCAA.
† - La victoire d'Alabama en 2005 a été annulée à la suite de sanctions prises par la NCAA.

### Tigers d'Auburn
Cette rivalité est la plus exacerbée car les deux équipes se rencontrent chaque année pratiquement dans tous les sports. En football américain, le derby local entre les deux plus prestigieuses équipes de l'Alabama est appelé l'Iron Bowl et est considéré comme le match de rivalité le plus intense au niveau universitaire, ainsi que l'une des principales rivalités dans tous les sports selon Sports Illustrated et ESPN.

### Volunteers du Tennessee
C'est également une rivalité importante avec les voisins du nord. Le match annuel est appelé le Third Saturday in October (3e samedi en octobre) bien que le match ne soit pas toujours organisé ce jour précis.

### Tigers de LSU
La rivalité avec LSU est lié à la concurrence entre ces 2 universités pour dominer la SEC. Lors de la saison 2011, LSU, invaincu, a remporté la SEC et a été classé no 1 tandis qu'Alabama était classé no 2. Pourtant, c'est Alabama qui va remporter le titre national en gagnant le BCS National Championship Game 2011 sur le score de 21 à 0.

### Bulldogs de Mississippi State
L'équipe contre qui Alabama a joué le plus souvent est Mississippi State. Cette rivalité porte le nom de  « Battle for Highway 82 », les villes n'étant distantes que de seulement 145 km. Le match de 2014 est cité par beaucoup comme le match le plus mémorable de la série. Mississippi State était classée No 1 du pays et affichait un bilan de 10-0. Son quarterback était  Dak Prescott. Alabama remporte le match 25-20, ce qui a permis à Alabama de disputer son premier College Football Playoff.

## Traditions

### Chant de guerre
Après la victoire de l'Alabama au Rose Bowl 1926 contre Washington, un concours a été organisé par le journal estudiantin The Rammer-Jammer, pour la composition d'un chant de combat. Plusieurs propositions ont été soumises à un panel d'étudiants supervisé par le département de musique, et c'est le chant « Yea Alabama » qui est adoptée. Le compositeur Ethelred Lundy (Epp) Sykes, étudiant en ingénierie, était le rédacteur en chef de ce journal et jouait du piano dans un ensemble de jazz, The Capstone Five. Le chant atteint une popularité considérable dans les années 1920 et 1930. Sykes, devenu général de brigade dans l'US Air Force, fait don des droits d'auteur et des redevances futures à l'université en 1947. Le Million Dollar Band ne joue que le refrain lors des matchs de football, comme après les touchdowns et les field goals.
Au fil des ans, les derniers mots de la chanson, "Roll Tide !", sont utilisés comme une célébration (lors des matchs), comme une salutation ou un au revoir entre supporters de l'Alabama.
Le chant, telle qu'il est joué aujourd'hui, a été abrégé pour commencer par les mots « Yea Alabama » car un verset précédait ces mots dans la version originale tout comme les mots "Roll Tide, Roll Tide !" n'étaient pas présents à la fin du chant original.
De manière amusante, la chanson fait référence à plusieurs adversaires "traditionnels", même si Alabama ne rencontre plus deux d'entre eux de façon régulière. Georgia Tech (Yellow Jackets dans le texte) a quitté la SEC au début des années 1960 et n'a été que très rarement joué depuis.  Les Bulldogs de la Géorgie (Bulldogs dans le texte), est toujours membre de la SEC, mais dans une division différente et ils n'affrontent Alabama qu'une fois tous les six ans ou lors d'une éventuelle finale de conférence comme en 2018 (victoire 35-28 d'Alabama). Alabama joue cependant chaque année contre les Bulldogs de Mississippi State.
| Yea, Alabama ! Drown ’em Tide ! Every ‘Bama man’s behind you, Hit your stride ! Go teach the Bulldogs to behave, Send the Yellow Jackets to a watery grave ! And if a man starts to weaken, That’s a shame ! For Bama’s pluck and grit have Writ her name in Crimson flame ! Fight on, fight on, fight on men! Remember the Rose Bowl, we’ll win then ! So roll on to victory, Hit your stride, You’re Dixie’s football pride, Crimson Tide, Roll Tide, Roll Tide ! |

### Marée rouge
Au tout début de l'histoire du programme de football américain, la presse utilisait les termes the varsity (en français, l'université) ou  The Crimson White (en français, les rouges et blanc)  pour désigner l'équipe d'Alabama. Le premier terme populaire très utilisé jusqu'en 1906 est Thin Red Line (en français, la fine ligne rouge). Hugh Roberts, ancien rédacteur sportif du Birmingham Age-Herald, est crédité d'avoir inventé l'expression « Crimson Tide » (en français, marée rouge) dans un article du même titre et qui décrivait l'Iron Bowl 1907, un match de rivalité joué à Birmingham contre Auburn. Le match s'est déroulé sur un terrain majoritairement transformée en boue rouge modifiant les maillots de l'Alabama, ceux-ci passant du blanc au rouge cramoisi (crimson).

### Big Al

Big Al lors du Spring Game 2010.

L'origine de la mascotte remonte à 1930. Le 8 octobre 1930, un journaliste sportif de l'Atlanta Journal, Everett Strupper, rédige un article sur le match de football Alabama-Ole Miss du week-end précédent. Il écrit : « Cette équipe de l'Alabama de 1930 est une machine typique de Wade (en référence à l'entraineur Wallace Wade), puissante, grosse, dure, rapide, agressive, bien éduquée dans les fondamentaux et la meilleure équipe de blocage de ce début de saison que j'ai jamais vu. Quand ces grosses brutes vous frappent, vous craquez et restez au sol, souvent pendant deux minutes supplémentaires ». 
Strupper, réputé pour son écriture sportive dramatique à l'époque, ajoute : « À la fin du quart temps, la terre a commencé à trembler, il y avait un grondement lointain qui a continué à grandir. Certains supporters excités dans les gradins ont crié désignant l'université d'Alabama : Tenez vos chevaux, les éléphants arrivent ! ». Strupper et d'autres écrivains ont ainsi continué à désigner l'équipe d'Alabama comme les « éléphants rouges », le mot rouge faisant référence aux maillots cramoisis des joueurs. Le nom est resté tout au long de la saison et a perduré.
Malgré le surnom, il a fallu près de cinq décennies avant qu'Alabama ne reconnaisse l'éléphant comme sa mascotte officielle. Cependant, les éléphants étaient déjà bien présents dans la tradition les jours de match bien avant cette date. Tout au long des années 1940, par exemple, l'Université présentait sur le terrain, lors de chaque match à domicile, une mascotte d'éléphant vivant nommée « Alamite ». Dans les années 1950, conserver un éléphant vivant toute l'année au sein de l'université s'est avéré trop coûteux. Les responsables universitaires ont alors régulièrement loué des éléphants, souvent dans des cirques ambulants passant par Tuscaloosa.
Au début des années 1960, Melford Espey, Jr., alors étudiant, a été le premier à porter un costume à tête d'éléphant pour représenter la mascotte non officielle de Crimson Tide. Espey est devenu plus tard un administrateur universitaire et l'entraîneur de football Paul "Bear" Bryant lui a demandé d'assumer le rôle de mascotte lorsque des groupes d'étudiants ont réclamé son retour vers la fin des années 1970.
La mascotte connue aujourd'hui sous le nom de Big Al est une idée originale de Walt Tart, étudiant à l'Université d'Alabama et membre de la fraternité Tau Kappa Epsilon. Plusieurs universités de la Conférence du SEC possédaient déjà des mascottes costumées et il propose que l'Université de l'Alabama en ait une également. Après avoir contacté plusieurs universités dont celle de Kentucky, Walt constate que leurs mascottes ont été conçues et construites par la Walt Disney Company. Il contacte cette société et reçoit un devis pour la conception et la construction du costume. Étant donné que son financement devait provenir du département des sports, Walt et Ann Paige (responsables de l'organisation des Homecoming au sein de l'université) organise une réunion avec l'entraîneur Bryant, ce dernier n'étant pas seulement entraîneur mais également directeur sportif de l'université. Bryant accepte de libérer les fonds pour la création du costume et la mascotte fait officiellement ses débuts au Sugar Bowl 1980 (victoire 24-9 contre les Razorbacks de l'Arkansas). Chaque avril, après le spring game, une sélection a lieu entre divers candidats étudiants afin de déterminer qui portera le costume.
Le terme « Big Al » a été choisi à l'occasion d'un vote estudiantin et fait référence à un DJ du nom de « Al Brown ». Celui-ci était très populaire auprès des étudiants d'Alabama puisqu'il organisait la plupart des plus grandes fêtes du campus y compris celles organisées par des membres de l'équipe de football.
Conformément à une règle de l'Université, la mascotte n'est généralement pas autorisé à interagir sur le terrain avec les mascottes adverses. Cette règle a été créée à la suite d'un incident survenu en 2002 avec la mascotte Seymour des Golden Eagles de Southern Miss lors d'un match à Tuscaloosa. Un « combat » avait été scénarisé avant le match. Les règles étaient que Big Al "perde" le combat devant la section des visiteurs et que Big Al gagne devant sa section des étudiants d'Alabama. Ce scénario n'a cependant pas été respecté par la mascotte Seymour et une réelle altercation entre les deux mascotte s'en suivi,.
« Big Al » est parfois rejoint par une mascotte féminine dénommée « Big Alice » lors d'événements sportifs.

### The million Dollar Band

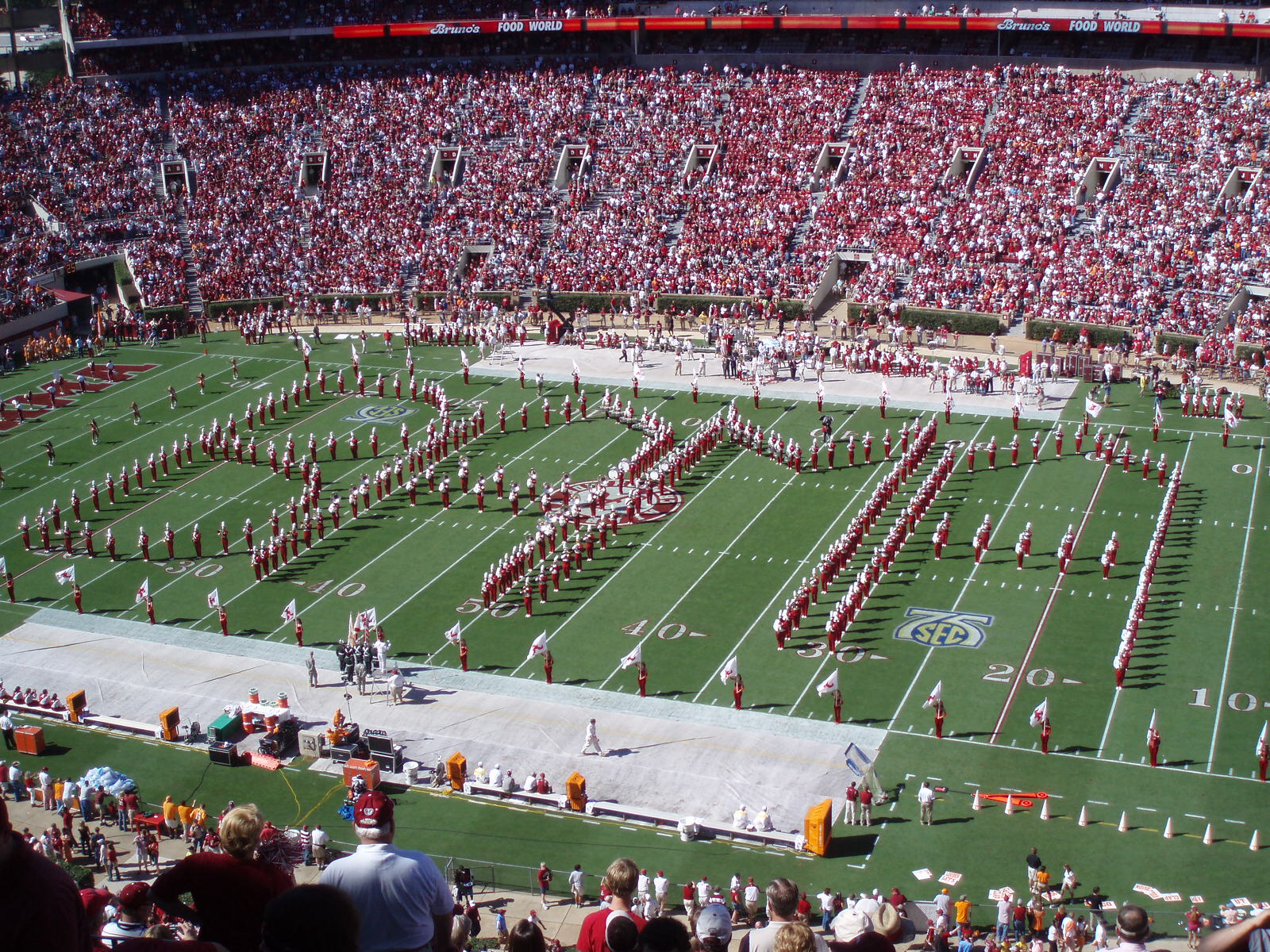
La « Million Dollar Band » lors d'un match en 2007.

Le Million Dollar Band est le nom donné à la fanfare de l'Université de l'Alabama laquelle fondée en 1912 était composée de 14 membres sous la direction du Docteur Gustav Wittig. En 1917, elle devient une fanfare militaire, dirigée par des étudiants jusqu'en 1927. Elle compte actuellement plus de 400 membres.
Deux versions expliquent l'origine de son nom :
- La principale remonte à une époque où l'équipe d'Alabama n'était pas très performante. Lors d'un match joué à Georgia Tech, l'entraîneur adverse aurait déclaré: « Votre équipe de football ne vaut pas un sou, mais vous avez une fanfare à un million de dollars ». Le nom serait resté.
- Pour la deuxième version, le nom de la fanfare émanerait de propos tenus après le match de 1922 perdu 33-7 à Georgia Tech par une personne influente à Alabama, W. C. "Champ" Pickens (en). Pour que la fanfare puisse assister à ce match, elle a dû solliciter des fonds auprès d'entreprises locales. Ayant réuni suffisamment d'argent, un journaliste sportif d'Atlanta aurait déclaré à Pickens : « Vous n'avez pas une bonne équipe ; qu'avez-vous en Alabama ? » et Pickens aurait répondu: « Une fanfare d'un million de dollars ! ».